# توت‌خوار ران‌سرخ
توت‌خوار ران‌سرخ (نام علمی: Dacnis venusta) نام یک گونه از سرده توت‌خوار است.